# نیوریور (ویرجینیا)
نیوریور (به انگلیسی: New River) یک منطقهٔ مسکونی در ایالات متحده آمریکا است که در شهرستان پلاسکی، ویرجینیا واقع شده‌است.